# Martin Martens
Martin Martens (1797 –1863) fue un botánico, químico, y médico belga. Fue profesor de química y botánica en la Universidad Católica de Lovaina, especializándose en el estudio y clasificación de pteridófitas (helechos). Realizó exhaustivas colecciones vegetales en México.
Estudió medicina en Lieja, y tras su titulación fue médico en Maastricht, de 1823 a 1835. De 1835 a 1863 es profesor de química en la Universidad de Lovaina.
Con Henri Guillaume Galeotti (1814-1858), fue autor binomial de muchas especies botánicas. En 1842, con Galeotti, publicó un importante tratado sobre helechos de México titulado Memoire sur les Fougères du Mexique, et considérations sur la géographie botanique de cette contrée. También con Galeotti, es coautor de publicaciones sobre las familias Gesneriaceae y Solanaceae.

## Honores

### Eponimoa
Género micológico
- Martensiomyces
- Martensella Coemans (1825–1871).[1]

## Obra
- "Flora von Württemberg" 1834

- Memoire sur les Fougères du Mexique, et considérations sur la géographie botanique de cette contrée (con Henri Guillaume Galeotti)
- La abreviatura «M.Martens» se emplea para indicar a Martin Martens como autoridad en la descripción y clasificación científica de los vegetales.[5]